# Poslednij bogatyr: Koren zla
Poslednij bogatyr: Koren zla (russisk: Последний богатырь: Корень зла) er en russisk spillefilm fra 2021 af Dmitrij Djatjenko.

## Medvirkende
- Viktor Khorinjak som Ivan Ilitj Najdenov
- Mila Sivatskaja som Vasilisa
- Jekaterina Vilkova som Varvara
- Jelena Jakovleva som Jaga
- Konstantin Lavronenko som Kosjjej